# أسماء عبرت خانم
أسماء عبرت خانم (مواليد 1780) كانت شاعرة وخطاطة عثمانية، اشتهرت بأنها أنجح خطاطة في عصرها.

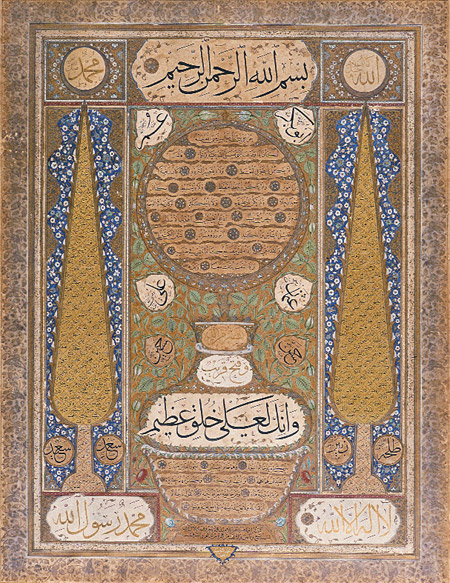
حلية بخط الثلث، بقلم أسماء عبرت خانم. متحف المصنفات التركية والإسلامية

## الحياة والعمل
في العصر العثماني في القرن الثامن عشر، كان الخط مهنة يهيمن عليها الذكور. ومع ذلك، فإن عددًا قليلاً من الخطاطات، مثل أسماء وفاطمة، قد تدربن بنجاح كخطاطات وتمكنّ من تقديم مساهمات قيمة في مجالهنّ.
وُلدت أسماء في إسطنبول عام 1194 (1780). كان والدها مسؤول في القصر الملكي. كانت طفلة وحيدة، وتم إيلاء اهتمام خاص لتعليمها. منذ الطفولة المبكرة، أبدت اهتمامًا بفن الخط والكتابة بخط الثلث والنسخ ونسخ أعمال محمود جلال الدين أفندي. كان والدها يحب خداع أصدقائه من خلال عرض عملها ثم مشاهدة ردود أفعال أصدقائه المذهلة عندما قال لهم إن ابنته هي الكاتبة.
في سن العاشرة، أرسلها والدها إلى نزل الشيخ مراد درويش حيث درست مع الخطاطين البارزين في ذلك الوقت، بمن فيهم زهدي وإبراهيم شفيق ومحمود جلال الدين. في سن الخامسة عشرة، كانت موهبتها معروفة على نطاق واسع بين العائلة والأصدقاء. عندما كانت تبلغ من العمر 16 عامًا، حصلت على لقب «عبرت» الذي يشير إلى أنها أتقنت دروسها.
كان أستاذ الخط، محمود جلال الدين، مترددًا في البداية في مواجهة طالبة. ومع ذلك، فقد عُرض عليه كتابًا من إعداد أسماء عبرت، واعتبره جيدًا جدًا وغير معهود على أنه «أنثوي» لدرجة أنه لم يعتقد في البداية أنه من عملها. ومع ذلك، عند التحقيق، تم إقناعه بموهبتها وقبلها كطالب. تزوجت أسماء من محمود جلال الدين في وقت لاحق، على الرغم من فارق السن بنحو 30 عامًا. عمل زوجها على مراجعة النصوص وتطوير نصوص جديدة. ومع ذلك، اتبعت أسماء الأسلوب التقليدي للحافظ عثمان، حيث أنتجت عملاً أنيقًا بخط الثلث.
وكتبت حلية قدمت إلى سليم الثالث ووالدته، الذي أعجب بحيث أنها رتبت للحصول على منحة من 500 قرش والبدل اليومي من 500 آقجة، أن تدفع من قبل مكتب الجمارك.
عاشت هي وزوجها حياة طويلة ومنتجة. تاريخ وفاتها غير مؤكد، ولكن تم تقديره في عام 1830. دفنها زوجها في مراد بخاري درقاي، فيفا، إسطنبول.

## عملها
تعتبر بشكل عام أفضل خطاطة في عصرها وأول امرأة تصبح خطاطًا محترفًا. عملها موثق جزئيا فقط. تفاقمت المشاكل المرتبطة بالإسناد بسبب عدم وجود أي توقيع. كان من المتوقع أن تظهر الخطاطات، على وجه الخصوص، التواضع ولا يوقعن دائمًا على عملهن. ومع ذلك، كشفت الدراسات الحديثة عن أمثلة لم تكن معروفة من قبل عن عملها. بالإضافة إلى ذلك، فإن الأعمال التي كانت تُنسب سابقًا إلى زوجها تُنسب الآن إليها.
يمكن العثور على أمثلة من أعمالها في متحف قصر توبكابي. من الأمثلة الأخرى على عملها:
- Hilye-i Sharīf, gift for the Vālide Sultan (queen mother), now at the Topkapi Palace Museum
- Hilye-i Sharīf, dated 1209/1795, now at the Turkish and Islamic Arts Museum
- Alif juzu (Arabic alphabet), dated 1213/1798-99 at the Ekrem Hakki Ayverdi Collection
- Dalāil-i Hayrāt now at Istanbul University Library
- Qit'a, dated 1222/1807, now at the Ekrem Hakki Ayverdi Collection
- Qit'a, undated, now at the Saffet Tanman Collection